# Kaldbakskambur
Kaldbakskambur är en ås i Färöarna (Kungariket Danmark).   Den ligger i sýslan Streymoyar sýsla, i den centrala delen av landet, 11 km nordväst om huvudstaden Tórshavn. Kaldbakskambur ligger på ön Streymoy.